# Tatum (Carolina del Sud)
Tatum è un comune degli Stati Uniti d'America, situato in Carolina del Sud, nella Contea di Marlboro.